# Кернбрук (Пенсільванія)
Кернбрук (англ. Cairnbrook) — переписна місцевість (CDP) в США, в окрузі Сомерсет штату Пенсільванія. Населення — 505 осіб (2020).

## Географія
Кернбрук розташований за координатами 40°7′29″ пн. ш. 78°49′8″ зх. д. / 40.12472° пн. ш. 78.81889° зх. д. (40.124587, -78.818938).  За даними Бюро перепису населення США в 2010 році переписна місцевість мала площу 2,19 км², уся площа — суходіл.

## Демографія
Згідно з переписом 2010 року, у переписній місцевості мешкало 520 осіб у 233 домогосподарствах у складі 142 родин. Густота населення становила 238 осіб/км².  Було 260 помешкань (119/км²).
Расовий склад населення:
| - 99,8 % — білих |

До двох чи більше рас належало 0,2 %. Частка іспаномовних становила 0,2 % від усіх жителів.
За віковим діапазоном населення розподілялося таким чином: 22,1 % — особи молодші 18 років, 59,4 % — особи у віці 18—64 років, 18,5 % — особи у віці 65 років та старші. Медіана віку мешканця становила 43,0 року. На 100 осіб жіночої статі у переписній місцевості припадало 88,4 чоловіків;  на 100 жінок у віці від 18 років та старших — 90,1 чоловіків також старших 18 років.
Середній дохід на одне домашнє господарство  становив 48 628 доларів США (медіана — 43 750), а середній дохід на одну сім'ю — 57 029 доларів (медіана — 53 155). За межею бідності перебувало 6,3 % осіб, у тому числі 11,0 % дітей у віці до 18 років та 7,4 % осіб у віці 65 років та старших.
Цивільне працевлаштоване населення становило 251 особа. Основні галузі зайнятості: освіта, охорона здоров'я та соціальна допомога — 18,7 %, мистецтво, розваги та відпочинок — 17,9 %, публічна адміністрація — 12,0 %, сільське господарство, лісництво, риболовля — 12,0 %.